# Гагаузская письменность
Гагаузская письменность — письменность, используемая для записи гагаузского языка. За время своего существования функционировала на разных графических основах и неоднократно реформировалась. В настоящее время гагаузская письменность функционирует на латинице. В истории гагаузской письменности выделяется 3 этапа:
- до 1957 года — ранние попытки создания письменности
- 1957—1993 годы — письменность на основе кириллицы;
- с 1993 года — современная письменность на основе латиницы.

## Ранние опыты
Первые публикации гагаузских текстов были выполнены российским учёным В. А. Мошковым в 1895—1896 годах (В. А. Мошков. Гагаузские тексты. — Известия Общества археологии, истории и этнографии. — Казань, 1895—1896. — Т. XIII, вып. II.). Для записи текстов он использовал так называемый тюркологический алфавит Академии Наук, базировавшийся на кириллической графической основе. Алфавит содержал следующие знаки: а, б, в, г, д, е, ж, з, j, i, к, л, м, н, о, п, р, с, т, у, ф, х, ц, ч, ш, ы, џ, ӡ, l, h, ā, ē, ī, ō, ӯ, ы̄, ö, ȫ, ÿ, ä, ǟ. Смягчённые звуки обозначались одинарной точкой над буквой. Макрон обозначал долготу звука.
В период с 1909 по 1914 годы преподаватель-гагауз М. Чакир перевёл на гагаузский язык и издал в Кишинёве несколько книг религиозного содержания (Евангелие, литургию, историю церкви, Часосолов и псалмы и др.). Он использовал алфавит, мало отличающийся от русского. В нём не было буквы щ, а также присутствовали дополнительные буквы и диграфы дж, i, аа, её, оо, ии, ыы, юю.
В 1932—1938 годах, когда территория компактного проживания гагаузов входила в состав Румынии, Чакир издал ещё несколько книг на гагаузском языке, в которых был использован латинизированный алфавит, созданный на основе румынского. На этом алфавите были изданы Евангелие, «История бессарабских гагаузов» и гагаузско-румынский словарь (Ciachir M. Dictionar gagauzo (tiurco) – român. — Chişinău, 1938.). Алфавит этих изданий содержал буквы a, â, ă, b, c, d, e, f, g, h, i, î, j, l, m, n, o, p, r, s, ş, t, ţ, u, v, ƶ, а также ди-, три- и тетраграфы: aa, ââ, ee, ea, eaea, ii, ia, îa, ăă, io, ioio, iu, iuiu, oo, uu, ce, cea, ci, cia, cio, ciu, dj.
После вхождения территории компактного проживания гагаузов в состав СССР был поднят вопрос о создании постоянного гагаузского алфавита и введения его в сферы образования, книгоиздания и СМИ. Для решения этого вопроса в 1947 году при Институте языкознания АН СССР была создана комиссия, возглавляемая Н. К. Дмитриевым. Комиссия разработала проект гагаузской письменности на кириллической основе, но в те годы проект так и не был реализован. В проекте алфавита предполагалось использовать дополнительные к русскому алфавиту знаки ө и ү, а долгие гласные обозначать с помощью макрона.

## Кириллица

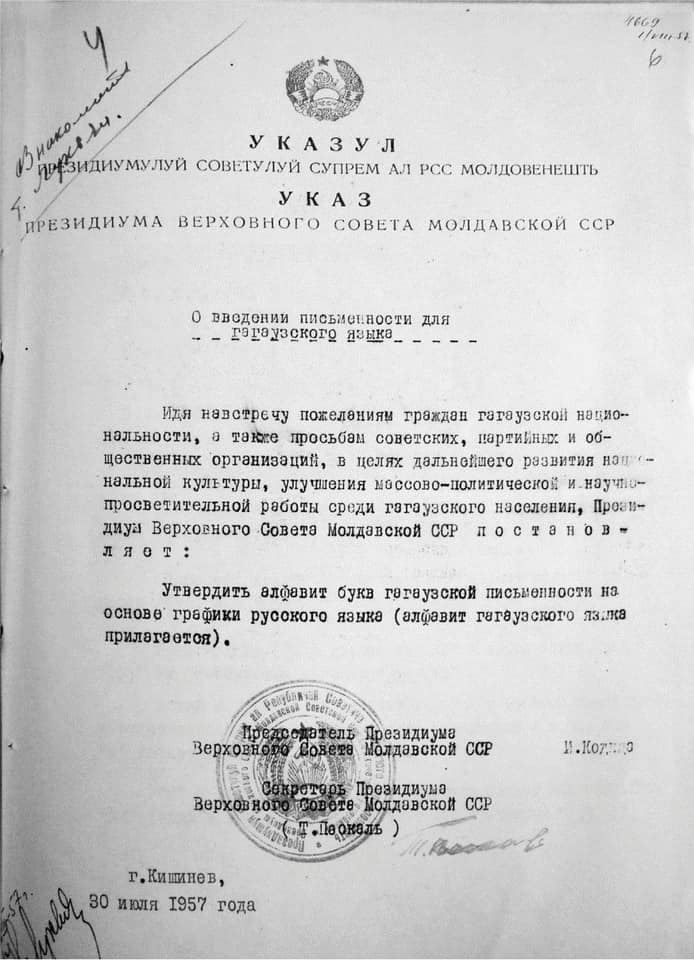
Указ о введении письменности для гагаузского языка. 30 июля 1957 года

30 июля 1957 года указом Президиума Верховного Совета Молдавской ССР был утверждён гагаузский алфавит на основе кириллицы. Он содержал все буквы русского алфавита, а также диграфы Аь аь, Оь оь, Уь уь. Аффриката [дж] непоследовательно обозначалась либо буквой ж, либо сочетанием букв дж. Однако неудобства использования диграфов на письме вынудили в декабре того же года заменить их на буквы Ӓ ä, Ӧ ö, Ӱ ÿ. В 1968 году в гагаузский алфавит была добавлена буква Ӂ ӂ. Таким образом, гагаузский алфавит принял следующий вид:
| А а | Ӓ ӓ | Б б | В в | Г г | Д д | Е е | Ё ё | Ж ж | Ӂ ӂ |
| З з | И и | Й й | К к | Л л | М м | Н н | О о | Ӧ ӧ | П п |
| Р р | С с | Т т | У у | Ӱ ӱ | Ф ф | Х х | Ц ц | Ч ч | Ш ш |
| Щ щ | Ъ ъ | Ы ы | Ь ь | Э э | Ю ю | Я я |     |     |     |

Буква Ӓ ӓ обозначала негубной широкий гласный переднего ряда, Ӧ ӧ — губной широкий гласный переднего ряда, Ӱ ӱ — губной узкий гласный переднего ряда. Долгие гласные обозначались удвоением букв. Йотированные звуки в исконно гагаузских словах обозначались буквосочетаниями йа, йо, йу, йы. Буквы Ё ё, Щ щ, ъ, ь, Ю ю, Я я употреблялись только в заимствованиях из русского языка. Буква Э э имела двойное значение — она употреблялась в аффиксах настоящего времени глаголов с гласными заднего ряда, а также в русских заимствованиях. До введения в алфавит буквы Ӂ ӂ, буква Ж ж также имела двойное значение — аффрикаты [дж] в гагаузских словах и звука [ж] в русских заимствованиях.
В 1958 году были составлены и утверждены «Правила орфографии гагаузского языка» (авторы Л. А. Покровская и Д. Н. Танасоглу). В основу орфографии был положен комратско—чадыр-лунгский диалект с использованием особенностей вулканештского диалекта. На этом алфавите велось обучение в школах, издавалась многочисленная учебная и художественная литература.
Несмотря на то, что гагаузская кириллица была официально отменена ещё в 1990-е годы, часть литературы религиозного содержания продолжала выходить на кириллице ещё в начале 2010-х годов.

## Латиница
После распада СССР и перевода молдавского алфавита на латиницу был поднят вопрос и о латинизации гагаузского алфавита. 29 января 1993 года Верховный совет Гагаузской Республики принял постановление «О переводе гагаузской письменности на латинскую графику». 13 мая 1993 года это решение было подтверждено парламентом Молдовы. В новый алфавит вошли буквы A a, Ä ä, Ă ă, B b, C c, Ç ç, D d, E e, F f, G g, H h, I ı, İ i, J j, K k, L l, M m, N n, O o, Ö ö, P p, R r, S s, Ş ş, T t, Ţ ţ, U u, Ü ü, V v, Y y, Z z. Помимо того для передачи неадаптированных иноязычных слов и имен собственных вводились факультативные буквы Х х, W w, Q q, Â â, Ğ ğ. В 1996 году в гагаузский латинизированный алфавит были внесены некоторые изменения: была введена буква Ê ê, а буква Ă ă перечислена в разряд факультативных.
Хотя гагаузские буквы Ş и Ţ внешне напоминают буквы румынского алфавита Ș и Ț для соответствующих звуков, в них намеренно использован иной диакритический знак (как в турецком алфавите).
В настоящее время гагаузский алфавит выглядит так:
| A a | Ä ä | B b | C c | Ç ç | D d | E e | Ê ê | F f | G g | H h |
| I ı | İ i | J j | K k | L l | M m | N n | O o | Ö ö | P p | R r |
| S s | Ş ş | T t | Ţ ţ | U u | Ü ü | V v | Y y | Z z |     |     |

В принятых в 2014 году «Правилах орфографии и пунктуации гагаузского языка» упоминание о факультативных буквах отсутствует.

## Таблица соответствия алфавитов
Составлено по,:
| Алфавит Мошкова (1895) | Алфавит Чакира (1909) | Алфавит Чакира (1932) | Алфавит 1957 г. 1-й вариант | Алфавит 1957 г. 2-й вариант | Современный алфавит |
| ---------------------- | --------------------- | --------------------- | --------------------------- | --------------------------- | ------------------- |
| Аа, Āā                 | Аа                    | Aa                    | Аа                          | Аа                          | Aa                  |
| Ӓӓ, Ǟǟ                 | Яя                    | Ia ia                 | Аь аь                       | Ӓӓ                          | Ää                  |
| Бб                     | Бб                    | Bb                    | Бб                          | Бб                          | Bb                  |
| Вв                     | Вв                    | Vv                    | Вв                          | Вв                          | Vv                  |
| Гг                     | Гг                    | Gg                    | Гг                          | Гг                          | Gg                  |
| Дд                     | Дд                    | Dd                    | Дд                          | Дд                          | Dd                  |
| Ее, Ēē                 | Ее                    | Ee                    | Ее                          | Ее                          | Ee, Ye ye           |
| -                      | -                     | -                     | Ёё                          | Ёё                          | Yo yo               |
| Жж                     | Жж                    | Jj                    | Жж                          | Жж                          | Jj                  |
| Џџ                     | Дж дж                 | Gi gi                 | Дж дж                       | Ӂ ӂ (с 1968)                | C c                 |
| Зз, Ӡӡ                 | Зз                    | Ƶƶ                    | Зз                          | Зз                          | Zz                  |
| Ii, Īī                 | Ии, Ii                | Ii                    | Ии                          | Ии                          | İi                  |
| Jj                     | й                     | -                     | Йй                          | Йй                          | Yy                  |
| Кк                     | Кк                    | Cc                    | Кк                          | Кк                          | Kk                  |
| Лл, Ll                 | Лл                    | Ll                    | Лл                          | Лл                          | Ll                  |
| Мм                     | Мм                    | Mm                    | Мм                          | Мм                          | Mm                  |
| Нн                     | Нн                    | Nn                    | Нн                          | Нн                          | Nn                  |
| Оо, Ōō                 | Оо                    | Oo                    | Оо                          | Оо                          | Oo                  |
| Ӧӧ, Ȫȫ                 | Ёё                    | Io io                 | Оь оь                       | Ӧӧ                          | Öö                  |
| Пп                     | Пп                    | Pp                    | Пп                          | Пп                          | Pp                  |
| Рр                     | Рр                    | Rr                    | Рр                          | Рр                          | Rr                  |
| Сс                     | Сс                    | Ss                    | Сс                          | Сс                          | Ss                  |
| Тт                     | Тт                    | Tt                    | Тт                          | Тт                          | Tt                  |
| Уу, Ӯӯ                 | Уу                    | Uu                    | Уу                          | Уу                          | Uu                  |
| Ӱӱ                     | Юю                    | Iu iu                 | Уь уь                       | Ӱӱ                          | Üü                  |
| Фф                     | Фф                    | Ff                    | Фф                          | Фф                          | Ff                  |
| Хх, Hh                 | Хх                    | Hh                    | Хх                          | Хх                          | Hh                  |
| Цц                     | Цц                    | Ţţ                    | Цц                          | Цц                          | Ţţ                  |
| Чч                     | Чч                    | Ci ci                 | Чч                          | Чч                          | Çç                  |
| Шш                     | Шш                    | Şş                    | Шш                          | Шш                          | Şş                  |
| -                      | -                     | -                     | Щщ                          | Щщ                          | -                   |
| -                      | ъ                     | -                     | ъ                           | ъ                           | -                   |
| ы, ы̄                   | ы                     | Îî, Ââ                | Ыы                          | Ыы                          | Iı                  |
| -                      | ь                     | -                     | ь                           | ь                           | -                   |
| -                      | Ээ                    | Ăă                    | Ээ                          | Ээ                          | Ee                  |
| -                      | -                     | -                     | Юю                          | Юю                          | Yu yu               |
| -                      | -                     | -                     | Яя                          | Яя                          | Ya ya               |